# Tempus fugit (bande dessinée)
 (août 2025).
Motif : Pas de source ; le contenu serait probablement mieux placé dans l'article concernant la série complète.
- Archive Wikiwix
- Bing
- Cairn
- DuckDuckGo
- E. Universalis
- Gallica
- Google
- G. Books
- G. News
- G. Scholar
- Persée
- Qwant
- (zh) Baidu
- (ru) Yandex
- (wd) trouver des œuvres sur Wikidata

| 1. | Préciser le motif de la pose du bandeau. | Précisez le motif de la pose du bandeau en utilisant la syntaxe suivante : {{admissibilité à vérifier\|date=août 2025\|motif=remplacez ce texte par le motif}}                                     |
| 2. | Informer les utilisateurs concernés.     | Pensez à avertir le créateur de l'article, par exemple, en insérant le code ci-dessous sur sa page de discussion : {{subst:avertissement admissibilité à vérifier\|Tempus fugit (bande dessinée)}} |

Tempus fugit est le cinquième tome de la série Raghnarok, une série de bandes dessinées écrite par Boulet, éditée chez Glénat.

## Résumé
Dans cette aventure, Raghnarok se dispute avec sa mère car elle veut qu'il sache voler mais il est encore trop jeune. Il va rencontrer une sorcière qui le téléportera dans le futur pour devenir adulte. Dans le futur, il va découvrir qu'il n'a pas changé et qu'un dragon géant nommé Raghnarok a dévasté la forêt. Il va retrouver la fée de sa mère, Carlotta, et Roxane pour qu'elles l'aident à vaincre le dragon noir. Il se battra contre le dragon et Najette la maléfique.  Najette va leur expliquer que le dragon noir est la mère de Raghnarok, devenue maléfique pour retrouver Raghnarok. À la fin, la sorcière va faire revenir Raghnarok à son époque et il se réconciliera avec sa mère. Raghnarok libérera Carlotta dans le présent et elle vit à présent avec Najette.
Dans cette aventure on voit de nombreux personnages dans le futur :
- La mère de Raghnarok va devenir un immense dragon noir de 20 m

- Najette va protéger la mère de Raghnarok contre les autres fées. Elle obtiendra une nouvelle baguette, la "black fire 666" et va battre toutes les fées sauf Carlotta.

- Roxane va devenir une vraie barbare.

- La Grand-mère de Raghnarok sera très faible et Roxane restera pour la protéger.